# Carpenter (Familienname)
Carpenter (englisch für „Zimmerer“) ist der Familienname folgender Personen:

## Namensträger

### A
- Aaron Carpenter (* 1983), kanadischer Rugby-Union-Spieler
- Alan Carpenter (* 1957), australischer Journalist und Politiker
- Alex Carpenter (* 1994), US-amerikanische Eishockeyspielerin
- Anne E. Carpenter, US-amerikanische Zytologin und KI-Forscherin
- Archibald Boyd-Carpenter (1873–1937), britischer Offizier und Politiker der Conservative Party, Mitglied des House of Commons

### B
- B. Platt Carpenter (1837–1921), US-amerikanischer Politiker
- Barbara Carpenter (* um 1933), englische Badmintonspielerin
- Benjamin Carpenter (1725–1804), US-amerikanischer Militär und Staatsmann
- Bobby Carpenter (* 1963), US-amerikanischer Eishockeyspieler und -trainer

### C
- Cameron Carpenter (* 1981), US-amerikanischer Organist
- Carleton Carpenter (1926–2022), US-amerikanischer Schauspieler, Sänger, Songschreiber und Autor
- Cecil Carpenter (vor 1913–nach 1931), US-amerikanischer Jazz- und Blues-Posaunist
- Charisma Carpenter (* 1970), US-amerikanische Schauspielerin
- Charles Carpenter (1912–1978), US-amerikanischer Liedtexter und Musikproduzent
- Chris Carpenter (Tontechniker), US-amerikanischer Tontechniker
- Chris Carpenter (Snookerspieler), britischer Snookerspieler
- Chris Carpenter (Baseballspieler, 1975) (* 1975), US-amerikanischer Baseballspieler
- Chris Carpenter (Baseballspieler, 1985) (* 1985), US-amerikanischer Baseballspieler
- Claude E. Carpenter (1904–1976), US-amerikanischer Szenenbildner
- Connie Carpenter-Phinney (* 1957), US-amerikanische Radrennfahrerin, Eisschnellläuferin und Ruderin
- Cris Carpenter (* 1965), US-amerikanischer Baseballspieler
- Cyrus C. Carpenter (1829–1898), US-amerikanischer Politiker

### D
- Dave Carpenter (1959–2008), US-amerikanischer Jazzmusiker und Komponist
- David Carpenter (* 1930), US-amerikanischer Serienmörder
- David Aaron Carpenter (* 1986), US-amerikanischer Bratschist
- Davis Carpenter (1799–1878), US-amerikanischer Politiker

### E
- Ed Carpenter (* 1981), US-amerikanischer Rennfahrer
- Eddie Carpenter (1890–1963), US-amerikanisch-kanadischer Eishockeyspieler und -trainer
- Edmund Nelson Carpenter (1865–1952), US-amerikanischer Politiker
- Edward Carpenter (1844–1929), britischer Autor und Dichter
- Edwin Francis Carpenter (1898–1963), US-amerikanischer Astronom
- Eliza Carpenter (1851–1924), US-amerikanische Rennpferdebesitzerin und Jockey
- Ellie Carpenter (* 2000), australische Fußballspielerin

### F
- Floyd L. Carpenter (* um 1955), pensionierter Generalmajor der US Air Force
- Francis Bicknell Carpenter (1830–1900), US-amerikanischer Maler
- Frank M. Carpenter (1902–1994), US-amerikanischer Paläontologe und Entomologe

### H
- Humphrey Carpenter (1946–2005), britischer Biograph und Kinderbuchautor

### I
- Ike Carpenter (1920–1998), US-amerikanischer Jazzmusiker und Bandleader
- Imogen Carpenter (1912–1993), US-amerikanische Schauspielerin und Komponistin

### J
- Jake Burton Carpenter (1954–2019), US-amerikanischer Unternehmer
- James Carpenter (Astronom) (1840–1899), britischer Astronom
- James Carpenter (Footballspieler) (* 1989), US-amerikanischer Footballspieler
- Jenna Carpenter (* 1961), US-amerikanische Mathematikerin und Hochschullehrerin
- Jennifer Carpenter (* 1979), US-amerikanische Schauspielerin
- Jesse Fairfield Carpenter (1852–1901), US-amerikanischer Ingenieur
- John Carpenter (Leichtathlet) (1884–1933), US-amerikanischer Sprinter
- John Carpenter (Schiedsrichter) (1936–2021), irischer Fußballschiedsrichter
- John Carpenter (* 1948), US-amerikanischer Regisseur, Schauspieler und Filmmusikkomponist
- John Alden Carpenter (1876–1951), US-amerikanischer Komponist
- John Boyd-Carpenter, Baron Boyd-Carpenter (1908–1998), britischer Politiker (Conservative Party)
- John Carpenter (Spielshow-Kandidat) (* 1967), erster Gewinner der Spielshow  Who Wants to Be a Millionaire?
- Johnny Carpenter (1914–2003), US-amerikanischer Schauspieler

### K
- Karen Anne Carpenter (1950–1983), US-amerikanische Sängerin, siehe Carpenters
- Katie Carpenter, US-amerikanische Schauspielerin, Kostümdesigner, Produzent
- Keion Carpenter (1977–2016), US-amerikanischer Footballspieler
- Keith Carpenter (* 1941), kanadischer Tennisspieler
- Ken Carpenter (Schauspieler, 1900) (Kenneth Lee Carpenter; 1900–1984), US-amerikanischer Radiomoderator, Schauspieler und Synchronsprecher
- Ken Carpenter (Leichtathlet) (William Kenneth Carpenter; 1913–1984), US-amerikanischer Diskuswerfer
- Ken Carpenter (Footballspieler)  (Kenneth Leroy Carpenter; 1926–2011), US-amerikanischer American-Football-Spieler
- Ken Carpenter (Schauspieler, II) (Kenneth Edward Carpenter), US-amerikanischer Schauspieler und Autor
- Ken Carpenter (Radsportler) (Kenneth Michael Carpenter; * 1965), US-amerikanischer Radsportler
- Kenneth Carpenter (auch Ken Carpenter; * 1949), US-amerikanischer Paläontologe
- Kip Carpenter (* 1979), US-amerikanischer Eisschnellläufer

### L
- Lamar Carpenter (* 2004), englisch-anguillanischer Fußballspieler
- Leonard Carpenter (1902–1994), US-amerikanischer Ruderer
- Levi D. Carpenter (1802–1856), US-amerikanischer Politiker
- Lew Carpenter (1932–2010), US-amerikanischer American-Football-Spieler
- Lewis C. Carpenter (1836–1908), US-amerikanischer Politiker
- Liam Carpenter (* 1996), englisch-deutscher Basketballspieler und Influencer
- Loren Carpenter (* 1947), US-amerikanischer Computergrafikspezialist- und Entwickler und Ingenieur
- Louis George Carpenter (1861–1935), US-amerikanischer Wasserbauingenieur und Hochschullehrer

### M
- Malcolm Scott Carpenter (1925–2013), US-amerikanischer Astronaut und Aquanaut, siehe Scott Carpenter
- Manon Carpenter (* 1993), walisische Mountainbikerin
- Margaret Sarah Carpenter (1793–1872), englische Malerin
- Mary Carpenter (Pädagogin) (1807–1877), britische Pädagogin und Sozialreformerin
- Mary Carpenter (Schauspielerin) (* 1957), US-amerikanische Schauspielerin
- Mary Chapin Carpenter (* 1958), US-amerikanische Sängerin
- Matthew H. Carpenter (1824–1881), US-amerikanischer Politiker
- Michael E. Carpenter (* 1947), US-amerikanischer Politiker
- Minnie Lindsay Carpenter († 1960), australische Heilsarmistin und Schriftstellerin

### P
- Percy Carpenter (1820–1895), englischer Maler
- Pete Carpenter (1914–1987), US-amerikanischer Komponist
- Philip Pearsall Carpenter (1819–1877), britischer Presbyterianer, Sozialreformer und Konchologe

### R
- Randolph Carpenter (1894–1956), US-amerikanischer Politiker
- Rhys Carpenter (1889–1980), US-amerikanischer Klassischer Archäologe
- Richard Carpenter (Autor) (1929–2012), britischer Schriftsteller, Drehbuchautor und Schauspieler
- Richard Carpenter (* 1946), US-amerikanischer Musiker und Komponist, siehe Carpenters
- Robin Carpenter (* 1992), US-amerikanischer Radrennfahrer
- Rolla C. Carpenter (1852 – 1919), US-amerikanischer Ingenieur
- Rollo Carpenter (* 1965), britischer Informatiker
- Rosemary Carpenter, britische Pflanzengenetikerin
- Russell Carpenter (* 1950), US-amerikanischer Kameramann und Fotograf
- Ryan Carpenter (* 1991), US-amerikanischer Eishockeyspieler

### S
- Sabrina Carpenter (* 1999), US-amerikanische Schauspielerin und Sängerin
- Scott Carpenter (Malcolm Scott Carpenter; 1925–2013), US-amerikanischer Astronaut und Aquanaut
- Stephen Carpenter (Autor), US-amerikanischer Drehbuchautor und Regisseur
- Stephen Carpenter (Gitarrist) (* 1970), US-amerikanischer Gitarrist
- Stephen R. Carpenter (* 1952), US-amerikanischer Ökologe

### T
- Tanya Carpenter (* 1975), deutsche Schriftstellerin
- Ted Galen Carpenter (* 1947), US-amerikanischer Politologe
- Teresa Carpenter (* 1948), US-amerikanische Schriftstellerin
- Terry Carpenter (1900–1978), US-amerikanischer Politiker
- Thelma Carpenter (1922–1997), US-amerikanische Jazz-Sängerin und Schauspielerin
- Tommy Carpenter (1925–2022), englischer Fußballspieler

### W
- Wade Carpenter (* 1973), US-amerikanischer Schauspieler
- William Carpenter (Maler) (1818–1899), englischer Maler
- William Benjamin Carpenter (1813–1885), englischer Physiologe
- Willie C. Carpenter (* vor 1978), US-amerikanischer Schauspieler und Synchronsprecher